# アーバイン (スコットランド)
アーバイン（Irvine）は、スコットランド・ノース・エアシャイアの町。グレートブリテン島の西海岸、クライド湾の沿岸に位置する。1966年にニュータウンの指定を受けた。

## 地理・地勢
アーバインは、クライド湾内に存在するアーバイン湾（Irvine Bay）を見渡せる場所に位置していて、この場所は平坦な低地である。ここには2本の小さな川が流れていて、一方がアーバイン川、もう一方は釣り場としてよく知られているアニック川である。
アーバインの町の西には鉄道が通っている。他にも周囲には幾つかの幹線道路が通っており、周辺の町とはバス路線でも結ばれている。
なお、アーバインの2007年現在の人口は3万9527人であり、ノース・エアシャイアにおいては最も人口の多い町であった。付近にある大きな都市としては、南西に約40kmの位置にあるグラスゴーが挙げられる。

## 気候
グレートブリテン島は、その全てが温帯の西岸海洋性気候に属しており、アーバイン周辺もまた同様である。したがって、年中平均して降水が見られる。この島は、夏季は西海岸側よりも東海岸側の方が高温で、冬季は東海岸側よりも西海岸側の方が高温であることで知られている。したがって、この島の西海岸側に位置するアーバイン付近は、夏季と冬季の温度差が小さいことを意味している。このようなことになるのは、暖流の北大西洋海流と偏西風の影響によって、大西洋の方向から湿った空気が、この辺りに流れ込み続けているからだ。この場所が高緯度に位置しているため太陽から受け取る熱の量が限られており、この大西洋の方向から来る湿った空気の影響を強く受けるのである。しかし、それでもアーバイン付近の気候は冷涼であり、夏は降水があって冷涼（wet summers and cold）と評されており、冬にも降水があるものの雪となることも珍しくない。アーバインに限らず、スコットランドのこの付近は、冬に雪が珍しくないことで知られている。

## 出身人物
- クリス・ボイド - サッカー選手
- スティーヴン・ネイスミス - サッカー選手